# Borley Point
Der Borley Point ist die nordwestliche Spitze von Montagu Island im Archipel der Südlichen Sandwichinseln.
Wissenschaftler der britischen Discovery Investigations kartierten die Landspitze im Jahr 1930 und benannten sie nach John O. Borley, ein Mitglied des Expeditionskomitees.